# 盖斯泰雷德
盖斯泰雷德，是匈牙利索博尔奇-索特马尔-贝拉格州所辖的一个村。总面积33.52平方公里，总人口1674，人口密度49.9人/平方公里（2011年1月1日）。